# Millionnaires d'un jour
Pour plus de détails, voir Fiche technique et Distribution.
Millionnaires d'un jour est un film français réalisé par André Hunebelle, sorti en 1949.

## Synopsis
Après avoir failli gagner à la Loterie nationale, Philippe Dubreuil, rédacteur d’un journal se retrouve au tribunal, accusé par la Loterie d’avoir fait croire aux possesseurs du ticket au numéro erroné d’avoir gagné une fortune. À cette fin sont produits comme témoins à la barre tous les malheureux « millionnaires d’un jour », dont chacun explique comment cette mésaventure a changé leur vie et même leur destinée. Chaque témoignage est scénarisé en détails sous forme de sketchs.

## Fiche technique
- Titre : Millionnaires d'un jour
- Réalisation : André Hunebelle
- Assistants : Yves Ciampi, Jacques Garcia
- Scénario : Alex Joffé
- Adaptation et Dialogue : Jean Halain
- Décors : Lucien Carré, assisté de Jean Gallaud, Sydney Bettex
- Costumes : Ina Féau pour les robes
- Photographie : Marcel Grignon
- Opérateur : Billy Villerbue, assisté de Raymond Lemoigne et Marcel Gillot
- Son : René-Christian Forget, enregistré à Franstudio
- Script-girl : Denise Gaillard
- Musique : Jean Marion
- Montage : Jean Feyte, assisté de Simone Provost et Jacqueline Givord
- Ensemblier : Roger Bar
- Maquillage : Anatole Paris
- Coiffures et chapeaux : Gilbert Orcel
- Régisseur général : Roger Boulais
- Photographe de plateau : Roger Poutral
- Administrateur de production : Jacques Dufour
- Production : André Hunebelle
- Directeur de production : Paul Cadéac
- Secrétaire de production : Charlotte Choquert
- Sociétés de production : Production Artistique et Cinématographique, Pathé Cinéma
- Sociétés de distribution : Pathé Consortium Cinéma
- Pays d’origine :  France
- Langue originale : français
- Format : noir et blanc — 35 mm — 1,37:1 — son Mono
- Genre : Comédie
- Tournage à Franstudio (Francoeur)
- Tirage : Laboratoire G.T.C à Joinville
- Durée : 98 minutes
- Date de sortie : France : 13 décembre 1949
- Visa d'exploitation : 7893
- Affiches : Henri Cerutti, Jacques Bonneaud (France)

## Distribution
- Gaby Morlay : Hélène Berger, la femme de Pierre
- Pierre Brasseur : Francis, le truand
- Jean Brochard : Pierre Berger, le mari d'Hélène
- Yves Deniaud : Antoine Bergas, le clochard
- André Gabriello : le maire de Villeneuve
- Bernard Lajarrige : Philippe Dubreuil, le journaliste
- Pierre Larquey : le père Jules Martin, le centenaire
- Ginette Leclerc : Greta Schmidt
- Edmond Ardisson : le directeur de Pierre
- Antoine Balpêtré : le toubib
- Jacques Baumer : le président du tribunal
- Léon Bélières : Jules Flamand, le directeur du journal
- Paul Demange : le collègue de Pierre Berger
- Pierre Destailles : le cafetier
- Jeanne Fusier-Gir : Louise, la belle-sœur d'Hélène
- Max Révol : Jules, le marinier
- André Valmy : Marcel, un complice de Francis
- Madeleine Barbulée : l'infirmière du père Jules
- Georges Bréhat : un avocat
- Lucien Callamand : le ministre
- Monique Darbaud : Sylvie Dubreuil
- Louis de Funès : l'avocat de Philippe
- Jacques Dynam : Le docteur Michel
- Sylvie Pelayo : Sylvia
- Germaine Reuver : la vendeuse de billets de loterie
- Noël Robert : un complice de Francis
- Henri Niel : le gros homme attendant le bus
- Franck Maurice : un gendarme au tribunal
- Henri Arius : Alfred, le bistrot de Villeneuve
- Titys : l'employé au paiement des lots
- Claude Garbe : Jacqueline, la fille du maire
- Max Montavon
- Harry Max
- Jacques Mattler
- Eugène Stuber